# بورتريه ذاتي

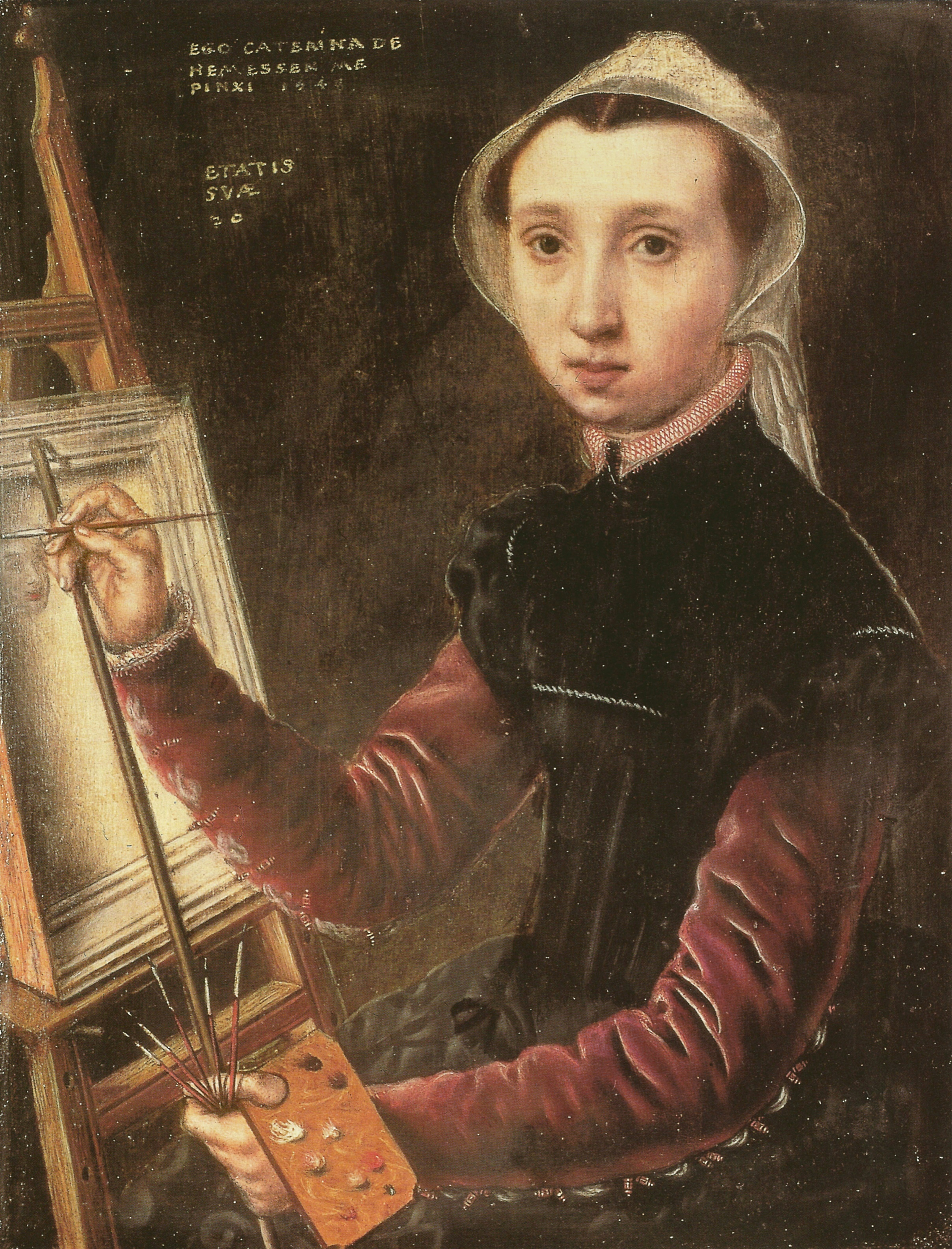
بورتريه ذاتية بريشة كاثرينا فان هيمسن ، 1548. قد تكون هذه البورتريه الذاتية هي أول بورتريه لفنان وهو في وضعية رسم ، بغض النظر عن الجنس.

البورتريه الذاتي هو تمثيل الرسام لنفسه عبر الرسم أو التصوير أو النحت -بيده الخاصة-. اشتهر هذا الفن منذ منتصف القرن الخامس عشر وهناك أمثلة عديدة يمكن تحديدها في أواخر العصور الوسطى، ولكن إذا مدد هذا التعريف كان البورتريه الذاتي الأول من قبل الفرعون المصري إخناتون 1365 قبل الميلاد.

## أنواعه
قد يكون البورتريه الذاتي للفنان نفسه، أو جزء من عمل أكبر، مثل: بورتريه جماعي. يضع العديد من الرسامين صورًا لأفراد معينين بما في ذلك أنفسهم، في رسم اللوحات من النوع الديني أو أنواع أخرى.
في أقرب الأمثلة المتبقية من العصور الوسطى وعصر النهضة، صُوّرت المشاهد التاريخية أو الأسطورية (من الكتاب المقدس أو الأدب الكلاسيكي) باستخدام عدد من الأشخاص الحقيقيين كنماذج، بما في ذلك الفنان نفسه، وهذا ما منح العمل وظائف متعددة وهي: فن تصوير الأشخاص والبورتريه الذاتي ورسم التاريخ والأساطير. يظهر الفنان عادةً في هذه الأعمال كوجه ضمن الحشد أو المجموعة، غالبًا في حواف أو زاوية العمل وخلف المشاركين الرئيسيين. تعد لوحة الفلاسفة الأربعة (1611–12) للفنان بيتر بول روبنس مثالًا جيدًا على ذلك. استُخدمت العديد من الوسائط الفنية في هذا النوع من الأعمال؛ مثل: اللوحات والرسومات والمطبوعات كانت ذات أهمية خاصة.
في بورتريه أرنولفيني (1434)، يُصوّر الفنان يان فان إيك نفسه كأحد الشخصين الموجودين في المرآة - وهي خدعة حديثة ومدهشة. قد تكون لوحة فان إيك قد ألهمت الرسام الإسباني دييغو فيلاثكيث لتصوير نفسه في لوحة لاس مينيناس (1656)، وفقًا لتعليق صدر عن فان إيك في القصر في مدريد حيث كان يعمل. كان هذا ازدهارًا عصريًا آخر، نظرًا لأنه يظهر كرسام (بشكل غير مسبوق في فن تصوير الأشخاص الملكي الرسمي) ويقف بالقرب من مجموعة عائلة الملك الذين كانوا من الموضوعات الرئيسية المفترضة في اللوحة.
رسم الفنان آلبرخت دورر ما يعد أحد أقدم لوحات البورتريه الذاتي للطفولة الباقية، إذ صوّر نفسه بأسلوب طبيعي كطفل يبلغ من العمر 13 عامًا في عام 1484. ظهر لاحقًا بشكل مختلف كتاجر وكالمسيح في خلفية مشاهد للكتاب المقدس.
قد يكون ليوناردو دا فينشي قد رسم بورتريه لنفسه في عمر الستين، نحو عام 1512. أُعيد إنتاج اللوحة بشكل مباشر لتبدو مثل دافنشي، رغم أن هذا غير مؤكد.
رسم رامبرانت في القرن السابع عشر مجموعة من لوحات البورتريه الذاتي. تعد لوحة الابن الضال في الحانة (1637)، واحدةً من أقدم لوحات البورتريه العائلية لفنان مشهور. أصبحت اللوحات العائلية والمهنية، بالإضافة إلى تصوير الفنان لنفسه، شائعة بشكل متزايد منذ بداية القرن السابع عشر.

### النساء الرسامات
تعتبر الفنانات من المنتجين البارزين للبورتريه الذاتي؛ مثل: كاثارينا فان هيمسن وإليزابيث لويز فيغ لوبرون وفريدا كاهلو وأليس النيل وباولا مودرزون-بيكر وجيني سافيل. رسمت إليزابيث لويز فيغ لوبرون نحو 37 بورتريه ذاتي، يعد الكثير منها نسخًا عن لوحات سابقة، وقد رُسمت جميعها للبيع. حتى القرن العشرين، كانت النساء عادةً غير قادرات على تلقي التدريب على رسم اللوحات التي تحتوي شخصيات عارية، وهذا ما دفع العديد من الفنانين إلى التخصص في هذا المجال. جسدت الفنانات تاريخيًا العديد من الأدوار في البورتريه الذاتي. وكان النمط الأكثر شيوعًا هو ظهور الفنان في العمل، وعادةً ما يُصوّر الفنان نفسه وهو يرسم، أو على الأقل وهو يحمل فرشاة ولوحة. غالبًا ما يتساءل المشاهد عما إذا كانت الملابس التي يرتديها الفنان هي نفسها الموجودة في اللوحة أم لا.

## العصور القديمة
عُثر على صور لفنانين في الرسوم المصرية القديمة وأعمال النحت وكذلك على المزهريات اليونانية القديمة. صُنعت أولى لوحات البورتريه الذاتي من قبل النحات الخاص بالفرعون أخناتون في عام 1365 قبل الميلاد. ووفقًا للمؤرخ اليوناني فلوطرخس، فإن النحات اليوناني القديم فيدياس قد جعل العديد من الشخصيات الموجودة في عمله «معركة الأمازون» في معبد بارثينون مشابهةً له، وهناك إشارة إلى العديد من لوحات البورتريه الذاتية المرسومة التي لم ينج أي منها.

## آسيا
لوحات البورتريه والبورتريه الذاتي في الفن الآسيوي لها تاريخ أطول من أوروبا. معظم هذه اللوحات من الحجم الصغير، وهي تُصوّر الفنان ضمن منظر طبيعي كبير، أو تزين القصائد بالرسوم باستخدام فن الخط. أُنتج تقليد آخر مرتبط بطائفة زن البوذية اليابانية، لوحات بورتريه ذاتية شبه كاريكاتورية، بينما بقيت اللوحات الأخرى أقرب إلى شكل البورتريه الرسمي المعروف.

## الفن الأوروبي

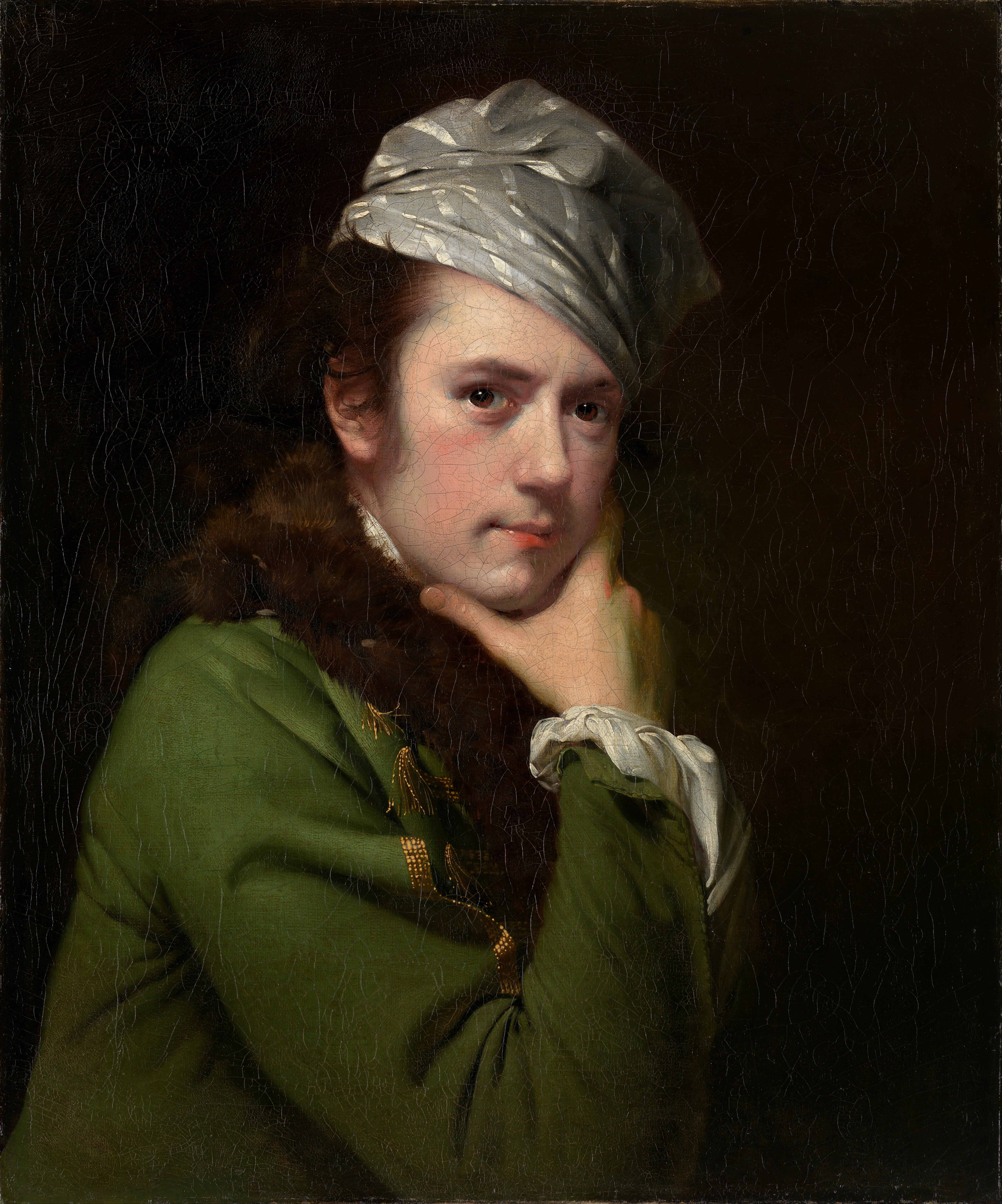
بورتريه ذاتي لجوزيف رايت من دربي

تحتوي المخطوطات المذهبة على عدد واضح من لوحات البورتريه الذاتي، وبشكل خاص لوحات سانت دونستان وماثيو باريس، يظهر معظم هؤلاء الفنانين في أعمالهم. ويُعتقد أن الفنان أندريا دي سيوني دي أركانغيلو ( 1308 - 25 أغسطس 1368)، قد رسم نفسه كشخصية في لوحة جدارية عام 1359، والتي أصبحت، على الأقل وفقًا لمؤرخي الفن ممارسة شائعة للعديد من الفنانين.[بحاجة لمصدر] من بين لوحات البورتريه المبكرة أيضًا لوحتين جداريتين للفنان يوهانس أكويلا، واحدة في فليمير (1378) غرب المجر، وواحدة في مارتجانسي (1392) شمال شرق سلوفينيا. في إيطاليا، رسم الفنان جوتو دي بوندوني (1267-1337) نفسه في لوحة «الرجال البارزين» في قلعة نابولي، صوّر الفنان مازاتشو (1401-1428) نفسه على أنه أحد تلاميذ المسيح في لوحة كنيسة برانكاتشي، بالإضافة إلى الفنان بينوزو غوزولي الذي رسم نفسه في لوحة موكب المجوس (1459)، مع كتابة اسمه على قبعته. تضمنت تماثيل منحوتة في القرن الرابع عشر لعائلة بارلر في كاتدرائية براغ العديد من البورتريه الذاتي، وهي من بين أقدم التماثيل من الشخصيات غير الملكية. أدرج الفنان لورنزو جبرتي رأسًا صغيرًا لنفسه في أحد أشهر أعماله. الجدير بالذكر أن أقدم بورتريه ذاتي رُسم في إنجلترا كان للفنان الألماني غيرلاش فليكي في عام 1554.

### آلبرخت دورر، 1471–1528، أول رسام بوتريه ذاتي غزير الإنتاج
كان آلبرخت دورر فنانًا ذو سمعة جيدة، وجاء دخله الرئيسي من مطبوعاته القديمة، التي بيعت في جميع أنحاء أوروبا. ويُعتقد أنه قد صوّر نفسه في لوحاته أكثر من أي فنان آخر قبله، إذ أنتج ما لا يقل عن اثنتي عشرة لوحة، منها ثلاث لوحات بورتريه. رسم آلبرخت دورر عندما كان في الثانية والعشرين، لوحة بورتريه ذاتي مع القرنفل (1493، متحف اللوفر)، ويُعتقد أنه أرسلها إلى خطيبته الجديدة. في لوحته الأخيرة، التي بيعت إلى مدينة نورمبرغ، وعُرضت علنًا، صوّر الفنان نفسه بتشابه لا لبس فيه مع يسوع المسيح (ميونيخ، ألت بيناكوثيك). أعاد الفنان استخدام الوجه لاحقًا في نقش ديني سُمي ستار فيرونيكا، وهو عبارة عن «بورتريه ذاتي» للمسيح.

### عصر النهضة والباروك
أنتج الرسامون الإيطاليون العظماء في عصر النهضة عددًا قليلًا نسبيًا من البورتريه الذاتي، لكنهم غالبًا ما رسموا أنفسهم في أعمال أكبر. كانت معظم لوحات البورتريه الشخصية الفردية التي تركوها عبارة عن تصوير مباشر. يوجد بورتريه للرسام الإيطالي بيترو بيروجينو في نحو عام 1500، وواحدة من قبل الفنان الشاب بارميجانينو. هناك أيضًا رسم لليوناردو دا فينشي (1512)، ولوحات بورتريه ذاتي في أعمال أكبر من تأليف ميكيلانجيلو، الذي ظهر مكان القديس برثولماوس في لوحة يوم القيامة في كنيسة سيستينا (1536-1541)، ورافائيل الذي شوهد في شخصيات لوحة مدرسة أثينا 1510. ومن الجدير بالذكر أيضًا وجود لوحتان أظهرتا تيتيان كرجل عجوز في الستينيات من القرن السادس عشر.

## صور

### ألبرشت دورر

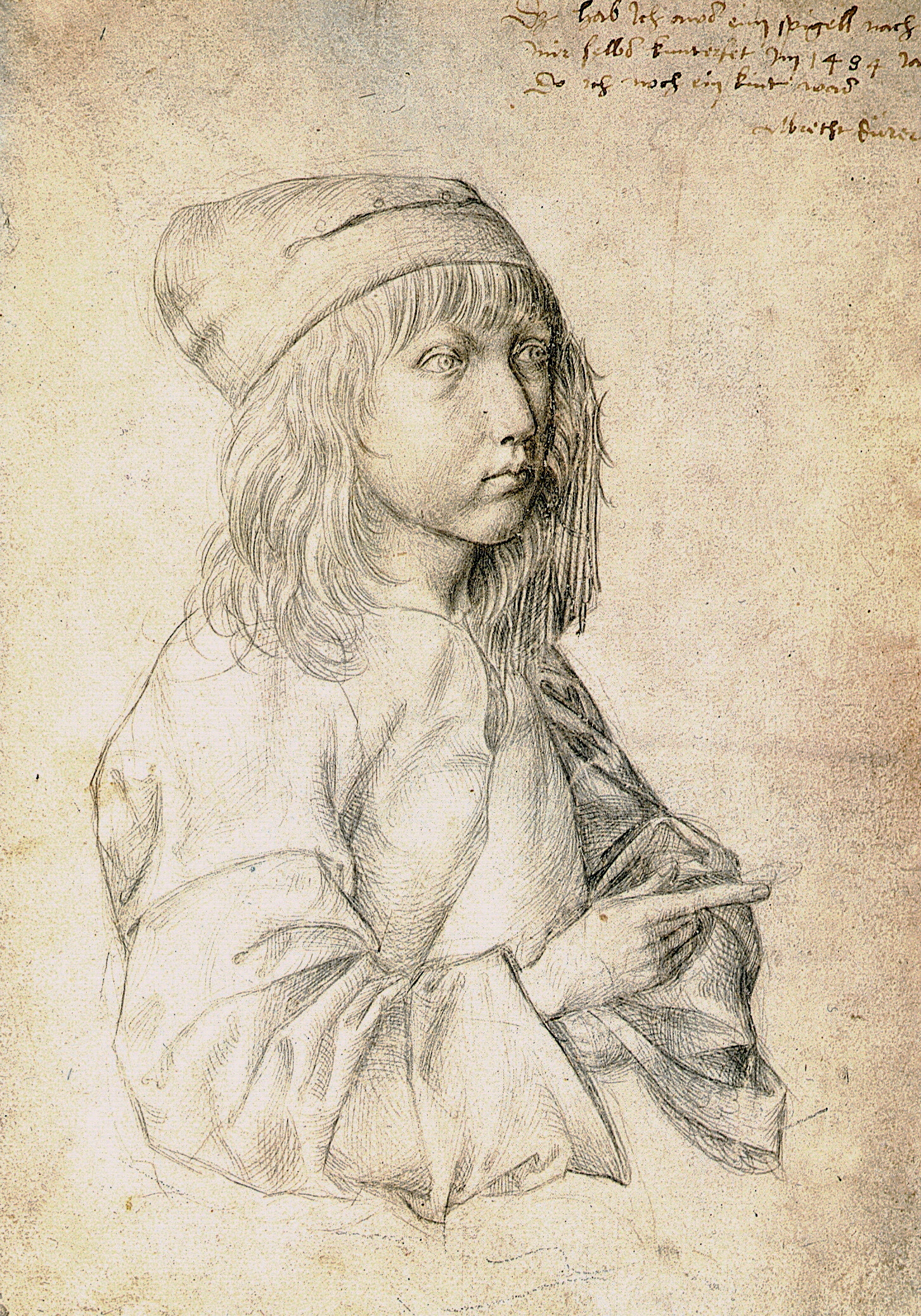
ألبرشت دورر، بورتريه ذاتي في عمر 13 سنة (1484)
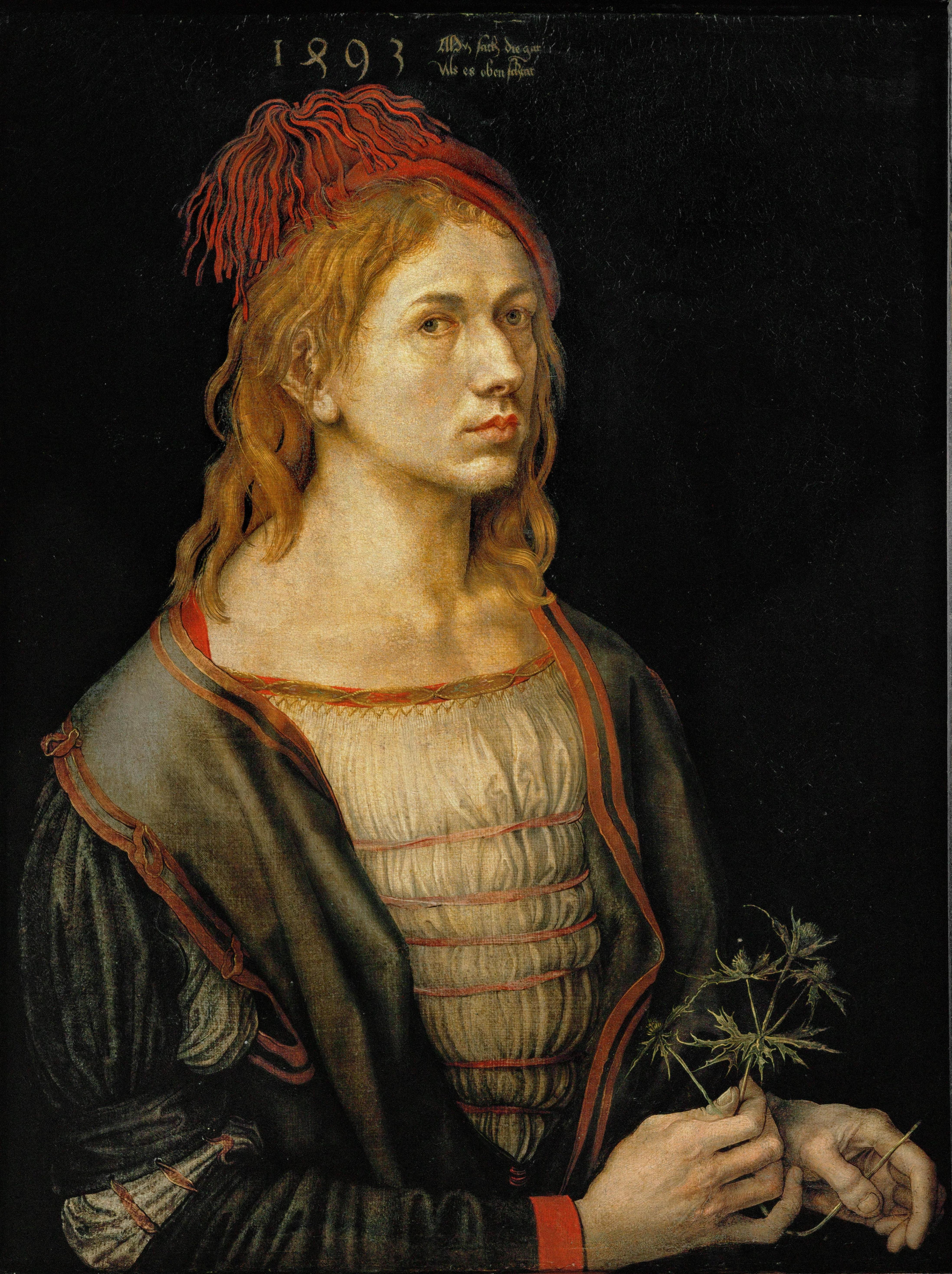
ألبرشت دورر، بورتريه ذاتي، لوحة زيتية (1493)
ألبرشت دورر، بورتريه ذاتي (1497)
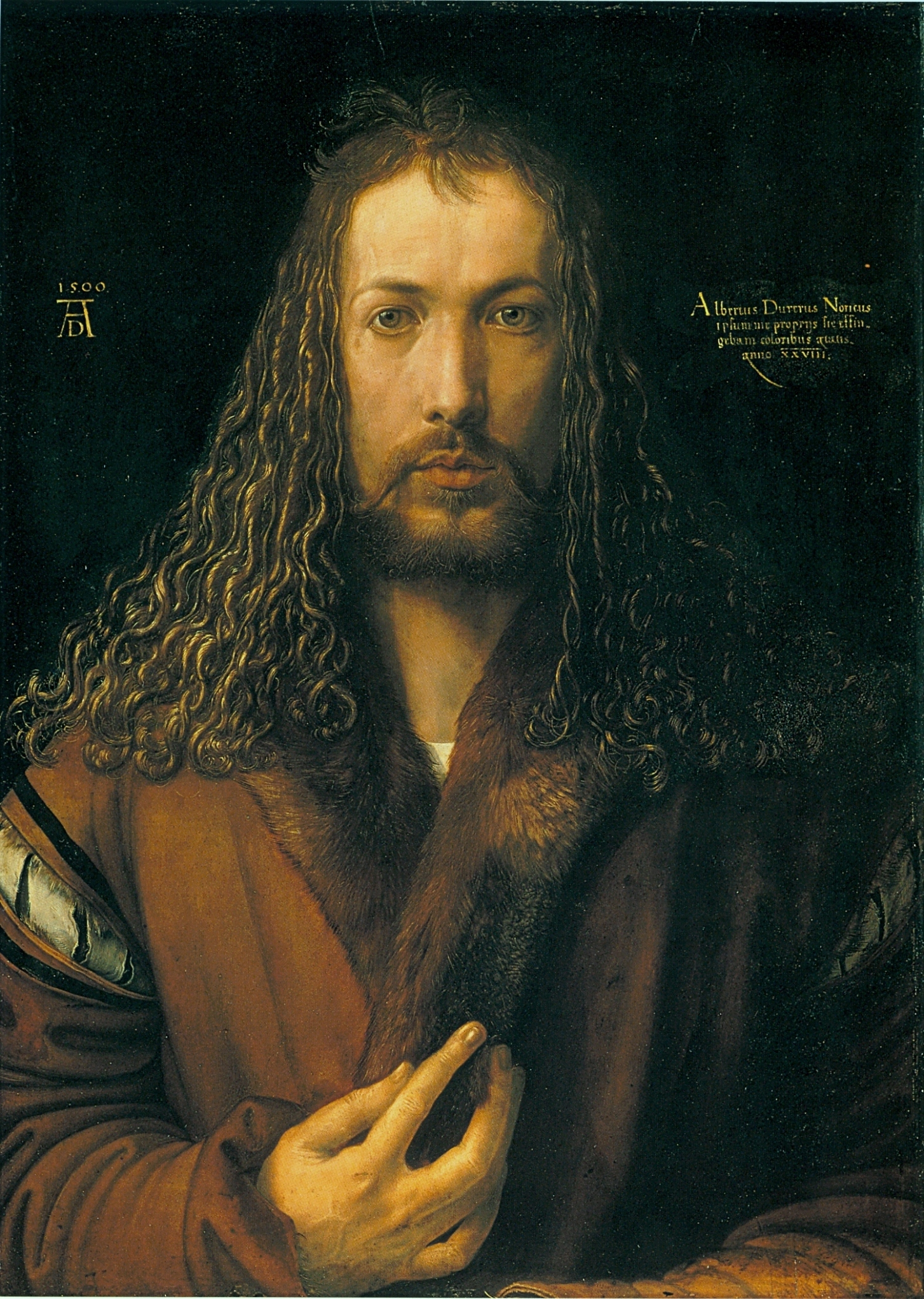
ألبرشت دورر، بورتريه ذاتي، لوحة زيتية (1500)

### فان غوخ

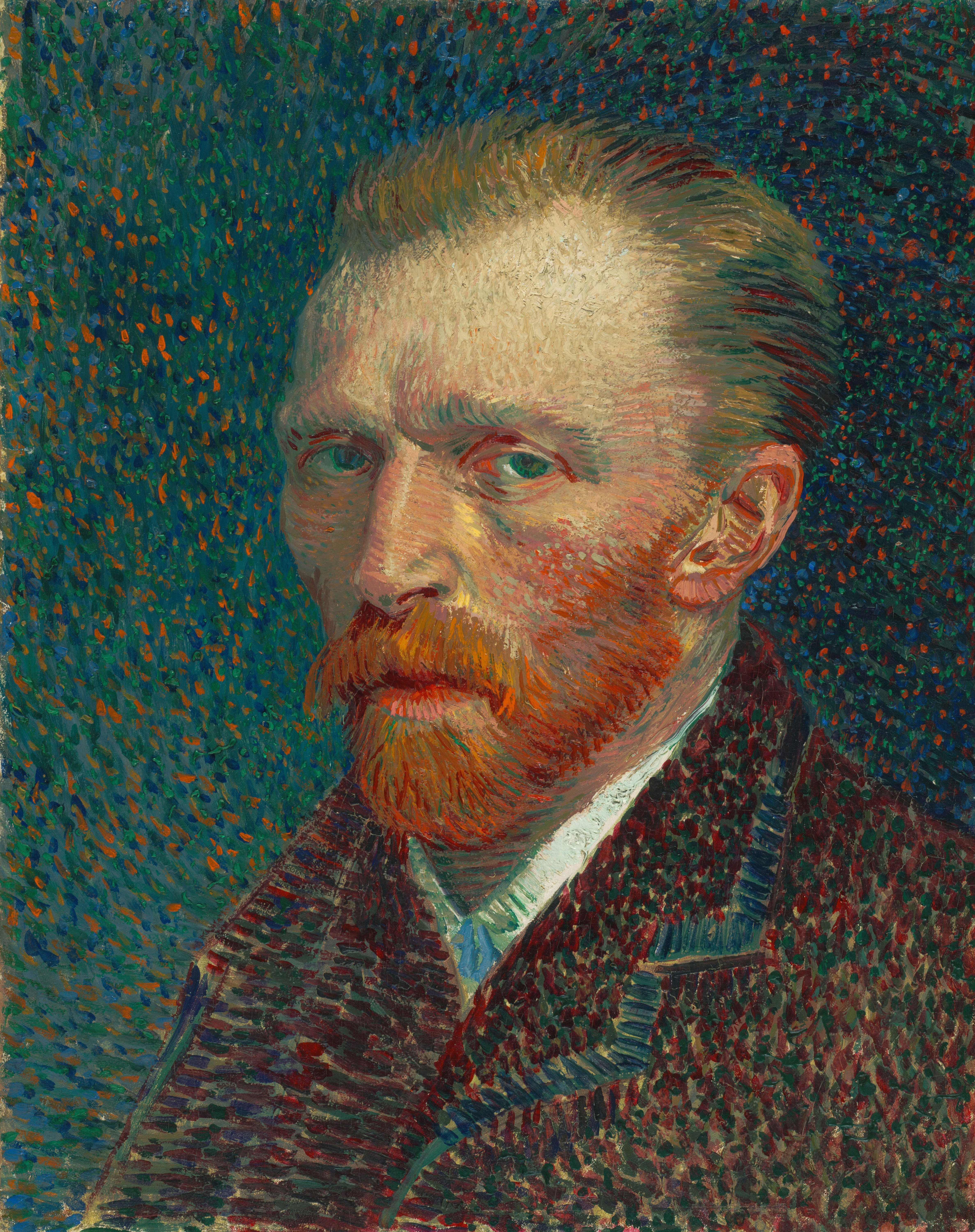
فان غوخ، بورتريه ذاتي (ربيع 1887)
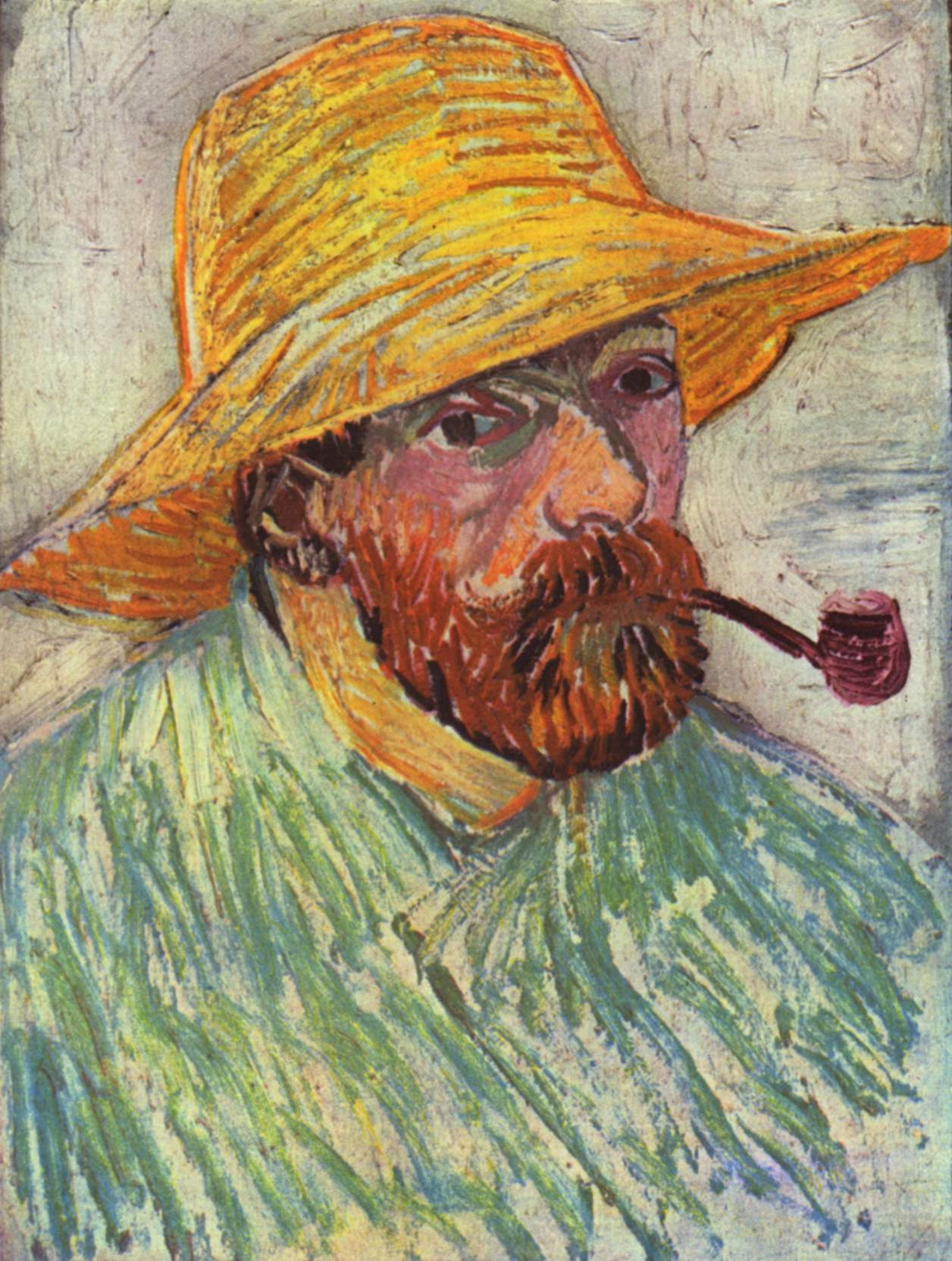
فان غوخ، بورتريه ذاتي (صيف 1887)
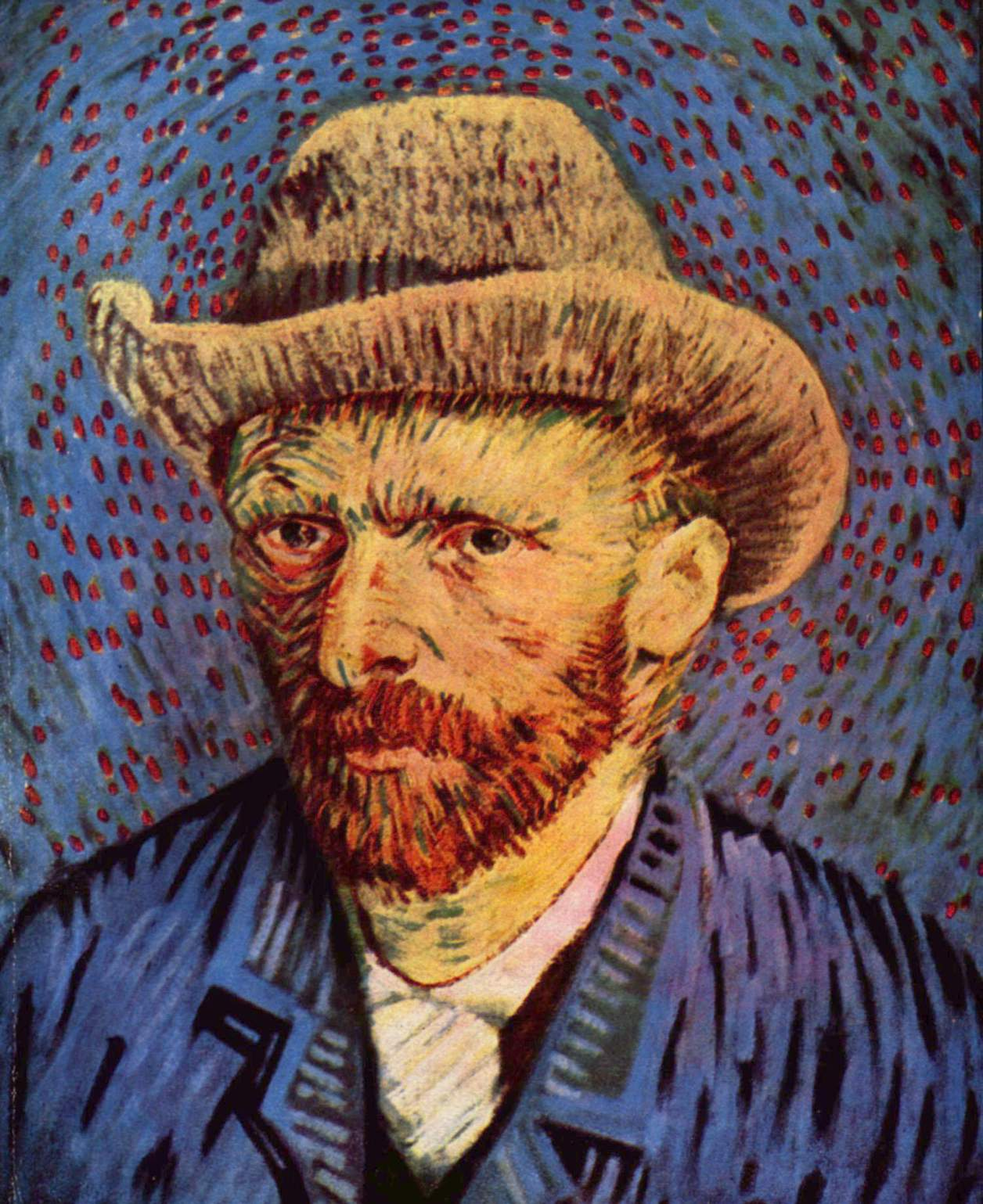
فان غوخ، بورتريه ذاتي (شتاء 1887-1888)
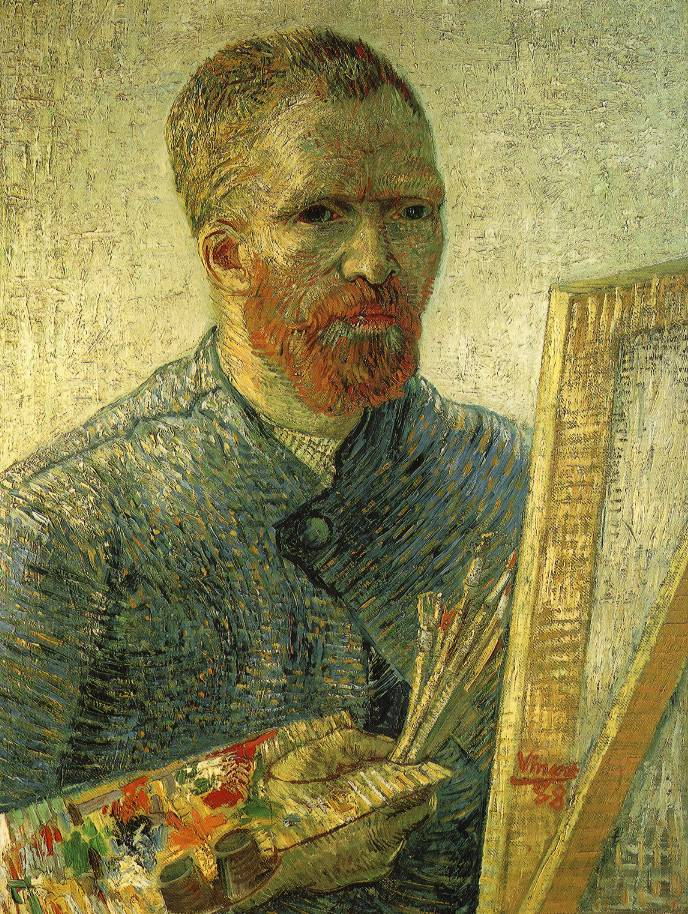
فان غوخ، بورتريه ذاتي (يناير 1888)
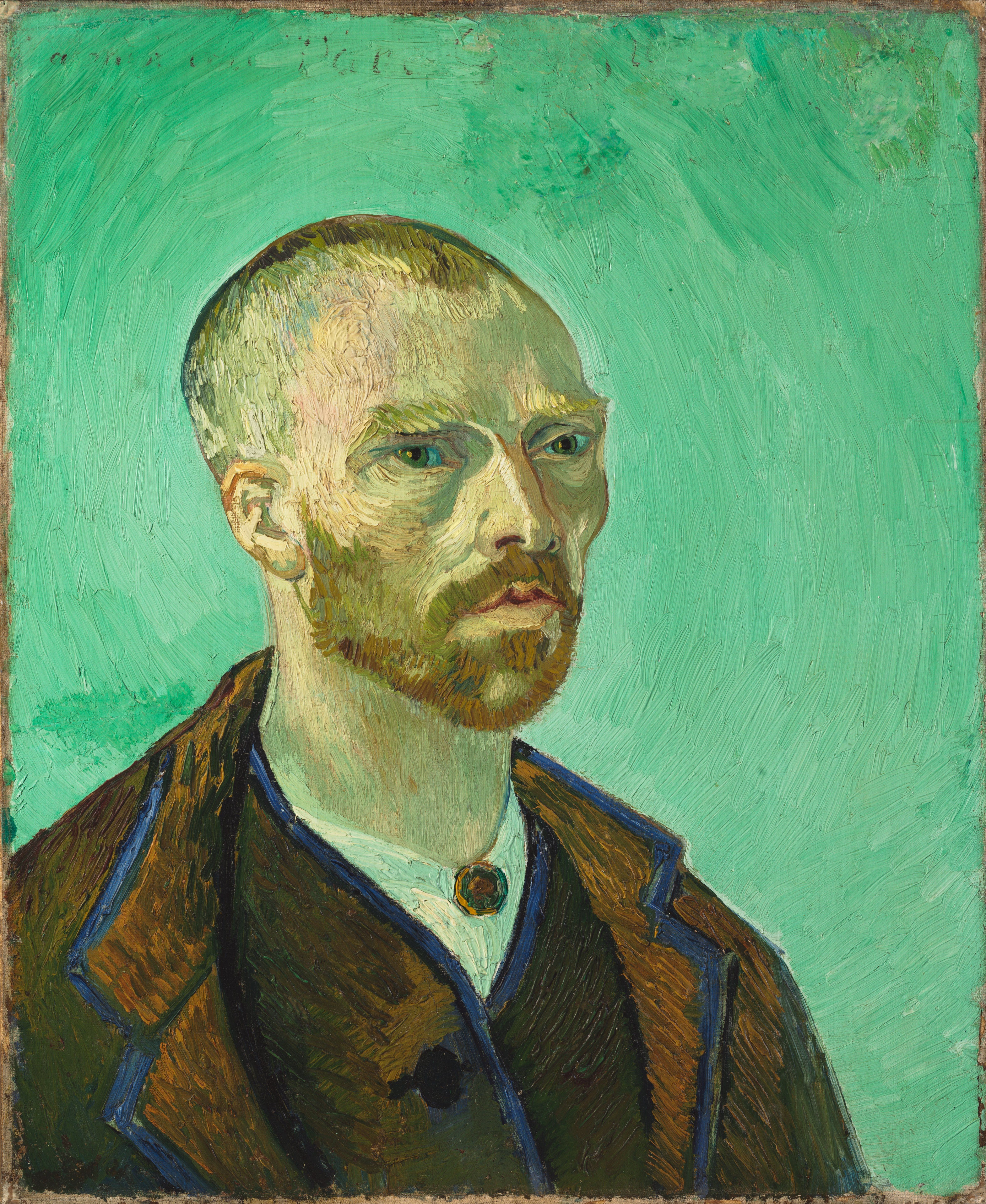
فان غوخ، بورتريه ذاتي (1888)
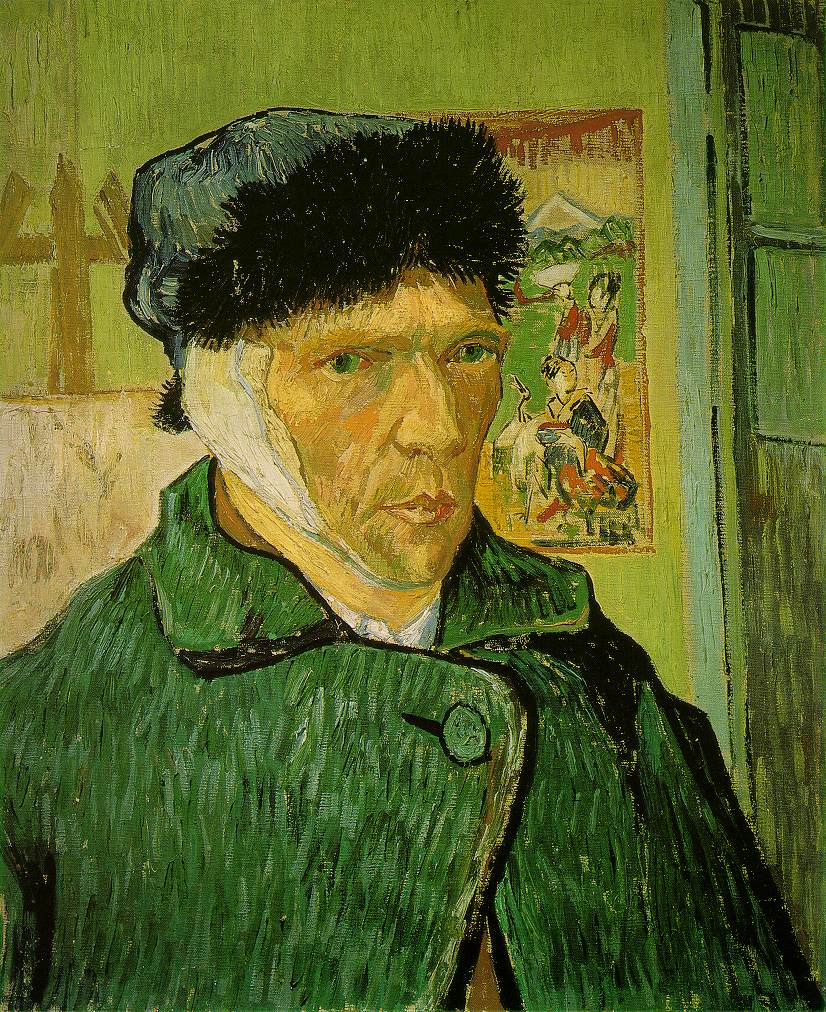
فان غوخ، بورتريه ذاتي (يناير 1889)
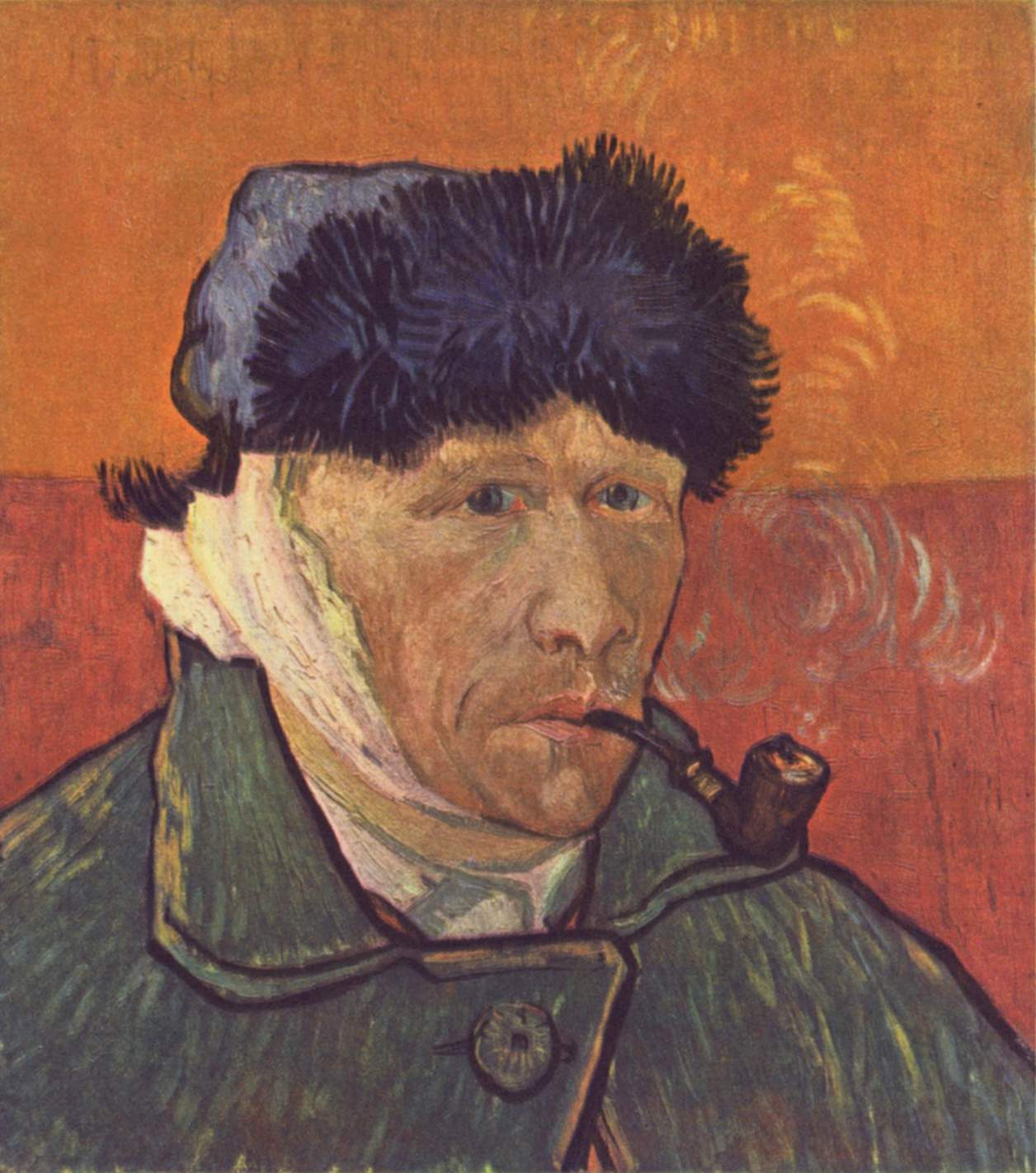
فان غوخ، بورتريه ذاتي (يناير 1889)
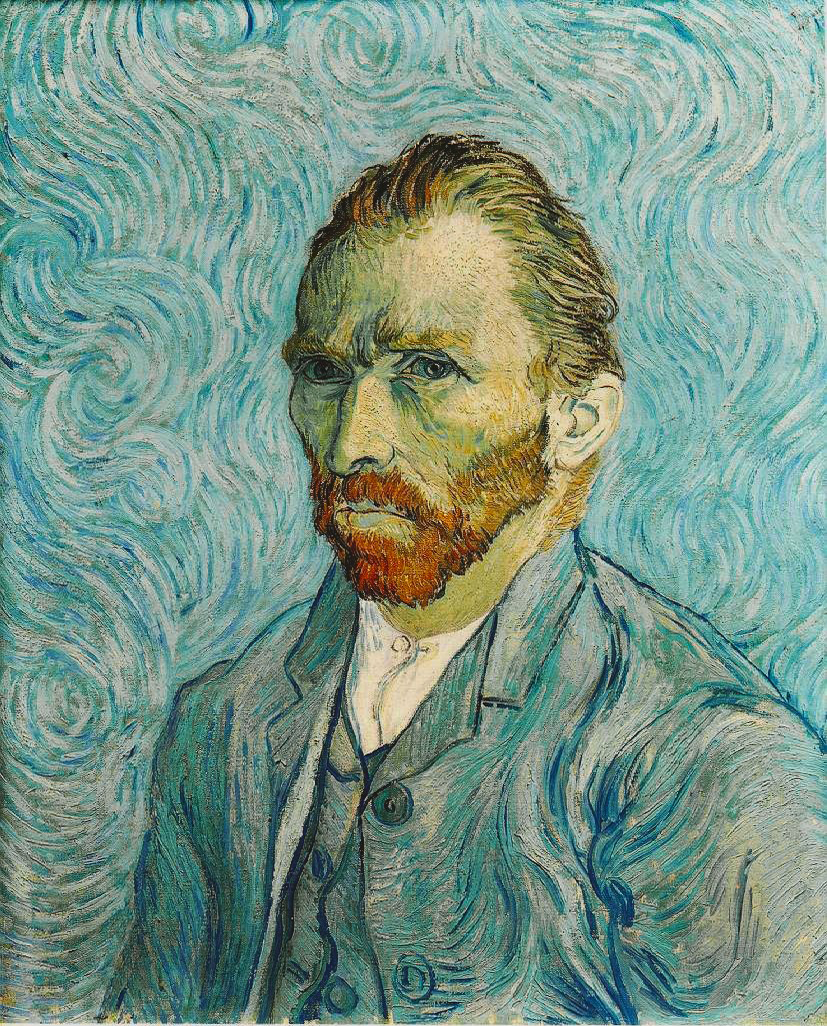
فان غوخ، بورتريه ذاتي (سبتمبر 1889)

### أخرى

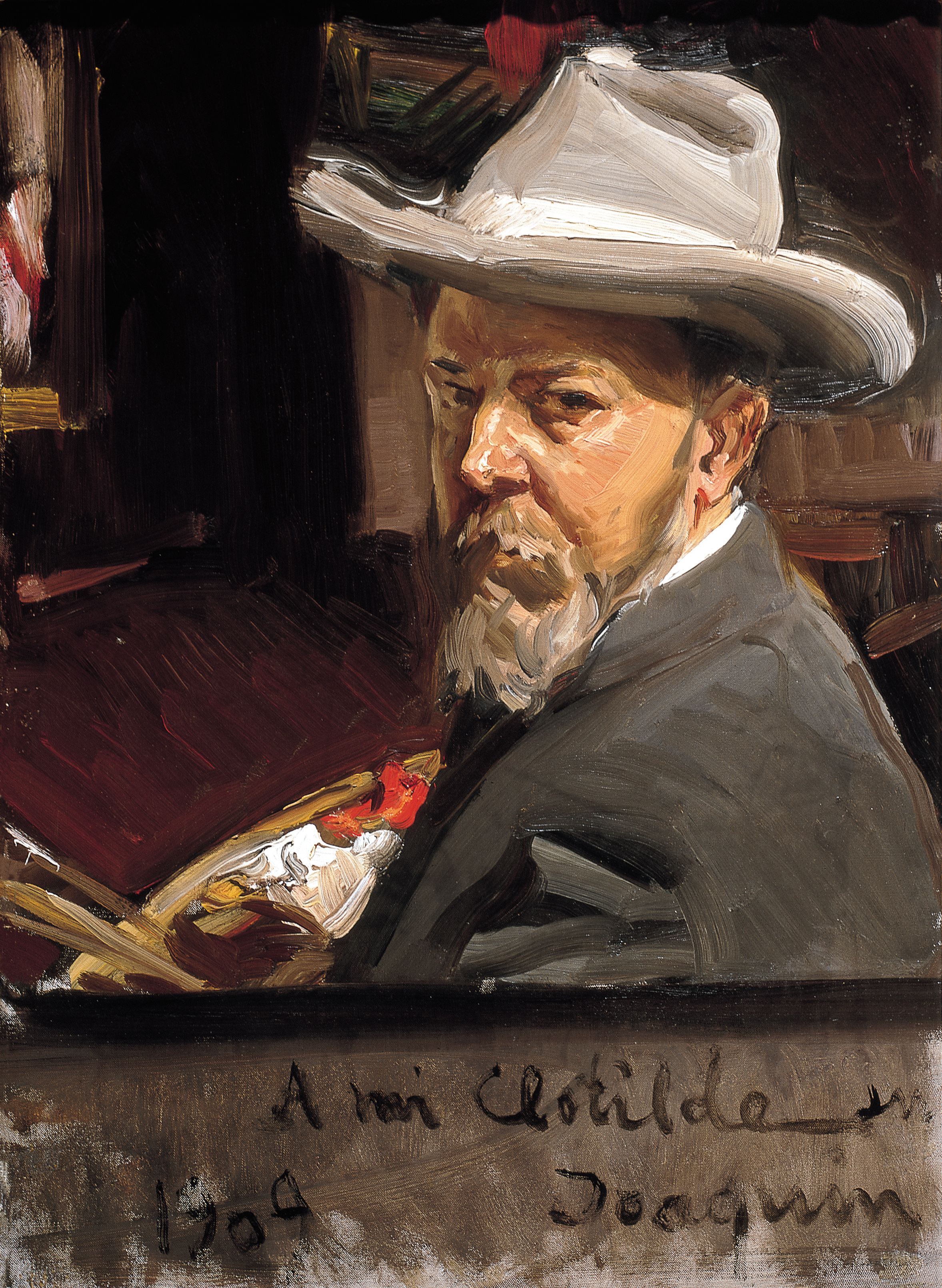
خواكين سورويا اي باستيدا، بورتريه ذاتي
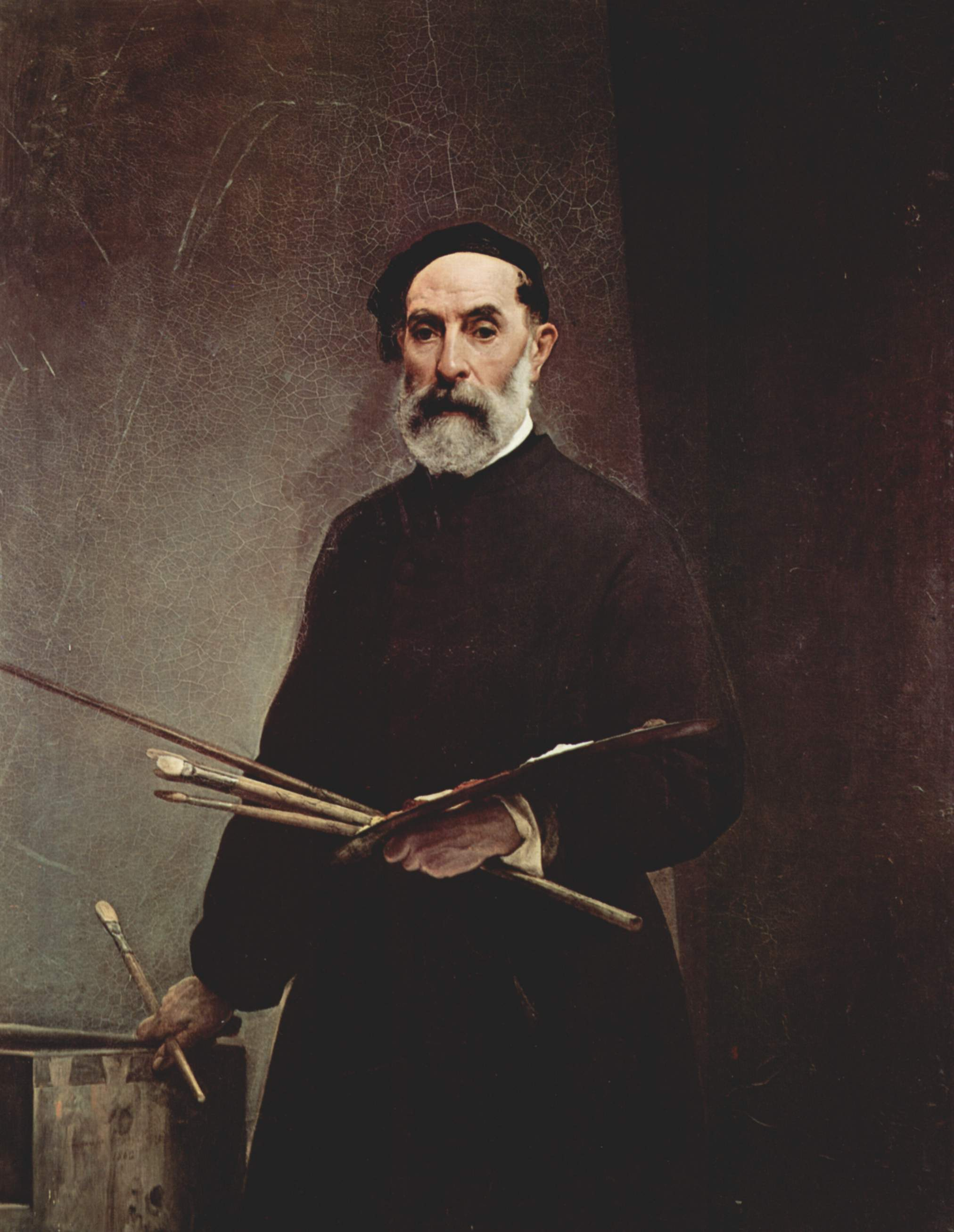
فرانسيسكو هايز، بورتريه ذاتي بعمر 69 (1860)
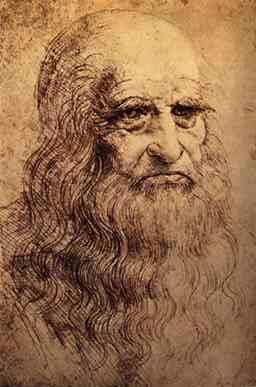
ليوناردو دا فينشي، بورتريه ذاتي محتمل (1512-1515)
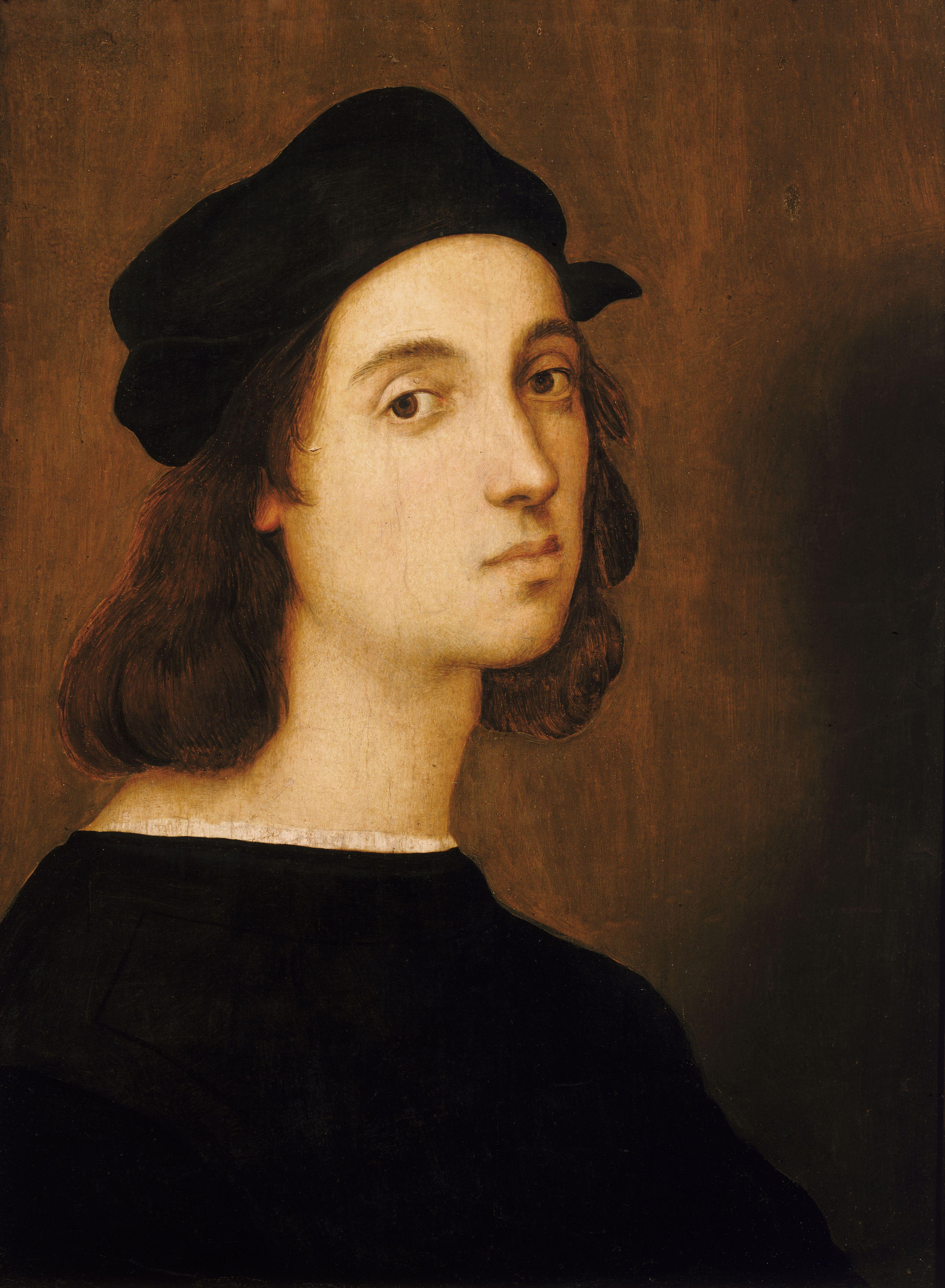
رفائيلو سانزيو، بورتريه ذاتي (1517-1518)